# 498년

## 연호
- 남제(南齊) 건무(建武) 5년 / 영태(永泰) 원년
- 북위(北魏) 태화(太和) 22년

## 기년
- 남제(南齊) 명제(明帝) 5년
- 북위(北魏) 효문제(孝文帝) 28년
- 신라(新羅) 소지 마립간(炤知麻立干) 20년
- 고구려(高句麗) 문자명왕(文咨明王) 8년
- 백제(百濟) 동성왕(東城王) 20년

## 사건
- 신라, 소지 처녀 벽화를 후궁으로 맞이 함.
- 백제, 탐라국을 정복함.